# Bathypathes
Bathypathes Brook, 1889 è un genere di esacoralli antipatari della famiglia Schizopathidae.

## Descrizione
Comprende specie coloniali, a crescita monopodiale, adese al substrato roccioso per mezzo di una placca adesiva basale. I polipi hanno un diametro trasverso di 3–9 mm.

## Distribuzione e habitat
Il genere ha una distribuzione cosmopolita essendo presente nelle acque dell'oceano Atlantico e dell'Indo-Pacifico.

## Tassonomia
Il genere comprende le seguenti specie:
- Bathypathes bayeri Opresko, 2001
- Bathypathes bifida Thompson, 1905
- Bathypathes conferta (Brook, 1889)
- Bathypathes erotema Schultze, 1903
- Bathypathes galatheae Pasternak, 1977
- Bathypathes patula Brook, 1889
- Bathypathes platycaulus Totton, 1923
- Bathypathes robusta (Gravier, 1918)
- Bathypathes seculata Opresko, 2005